# 囊氏
囊氏，中国春秋时期楚国的世族，是楚庄王的后代，著名人物有囊瓦。
始祖公子贞（子囊）是楚庄王的儿子，担任令尹，子囊之子郄尹，郄尹之子囊瓦（子常），囊瓦在楚昭王时担任令尹。